# Douglas Hacking (1er baron Hacking)
Douglas Hewitt Hacking, 1er baron Hacking (4 août 1884 - 29 juillet 1950) est un homme politique conservateur britannique.

## Jeunesse et carrière militaire
Formé à la Giggleswick School et à l'Université de Manchester, il est nommé dans le East Lancashire Regiment en août 1914 et sert deux ans en France pendant la Première Guerre mondiale. Il est mentionné dans des dépêches et nommé à l'Ordre de l'Empire britannique en tant qu'officier (OBE) dans les honneurs du Nouvel An 1919. Pendant la Seconde Guerre mondiale, de 1940 à 1944, il sert dans le 5e bataillon de la Garde nationale du Surrey.

## Carrière politique
Hacking est élu député unioniste de la circonscription de Chorley dans le Lancashire en décembre 1918 et occupe le siège jusqu'en juin 1945.
Il est secrétaire parlementaire privé de James Craig au ministère des Pensions en 1920 et à l'Amirauté de 1920 à 1921; puis de Laming Worthington-Evans comme secrétaire d'État à la guerre de 1921–1922. Il est vice-chambellan de la maison de 1922 à 1924 et de novembre 1924 à décembre 1925; Whip conservateur, de 1922 à 1925.
Il est sous-secrétaire d'État parlementaire pour le ministère de l'Intérieur et représentant du Bureau des Travaux à la Chambre des communes de 1925 à 1927; puis Secrétaire au Commerce extérieur, secrétaire parlementaire de la Chambre de commerce et Sous-secrétaire d'État aux Affaires étrangères, de 1927 à 1929; sous-secrétaire d'État parlementaire au ministère de l'Intérieur, 1933–1934; Secrétaire financier au ministère de la Guerre, 1934-1935; et sous-secrétaire d'État parlementaire aux Affaires nationales, 1935–1936.
Il est nommé juge de paix et lieutenant adjoint du comté de Surrey en 1940.
Il est créé baronnet, d'Altham dans le comté palatin de Lancaster dans les honneurs d'anniversaire de 1938, et admis au Conseil privé dans les honneurs de dissolution de 1929 et élevé à la pairie comme baron Hacking, de Chorley dans le comté palatin de Lancaster dans les honneurs de dissolution de 1945.